# Manuel Cominotto
Manuel Cominotto (Monselice, 18 dicembre 1990) è un mezzofondista italiano, vicecampione iridato nella classifica a squadre dei Mondiali militari di maratona a Torino 2016.

## Biografia
Il suo primo anno nella categoria Allievi all'età di 16 anni nel 2006, è stato il suo primo da tesserato iniziando a praticare l'atletica con la Belluno Atletica Nuovi Progetti.
Nel biennio 2007-2008 ottiene un paio di piazzamenti nei campionati italiani di categoria.
Proprio nel 2008 partecipa per la prima volta ad una rassegna internazionale giovanile: infatti gareggia agli Europei juniores di corsa campestre svoltisi in Belgio a Bruxelles terminando al 49º posto la prova individuale ed al 10º nella classifica a squadre.
Il 2009 lo vede vincere le sue prime medaglie ai nazionali di categoria: prima il bronzo agli italiani juniores di corsa campestre e poi l’argento sui 1500 m ai nazionali under 20. Esordisce anche agli assoluti di Milano finendo in decima posizione sui 3000 m hs.
In ambito internazionale giunge terzo sui 3000 m nella Coppa del Mediterraneo juniores tenutasi in Spagna a Madrid.
2010, vince la medaglia di bronzo nei 5000 m ai campionati italiani promesse; sui 3000 m hs conclude quarto ai nazionali under 23 ed 11º agli assoluti di Grosseto.
Nel 2011 si laurea vicecampione italiano promesse nei 5000 m ed ottiene diversi altri piazzamenti in finale in altre gare ai campionati nazionali.
Prende parte inoltre con la rappresentativa italiana under 23 agli Europei di categoria ad Ostrava (Repubblica Ceca), finendo al diciassettesimo posto sui 5000 m.
Durante il 2012 vince i suoi primi titoli italiani giovanili: oro sia nei 3000 m ai nazionali under 23 indoor che sui 5000 m ai campionati italiani promesse. Ottiene anche la sua prima medaglia agli assoluti, vincendo a Bressanone il bronzo nei 5000 m (precedendo di appena 14 centesimi Peter Lanziner); agli assoluti indoor era stato settimo nei 3000 m.
A livello internazionale partecipa in Ungheria agli Europei under 23 di corsa campestre di Budapest: 25º nella prova individuale e 5º nella classifica a squadre.
Al suo primo anno da seniores, nel 2013, vince il bronzo nei 10 km di corsa su strada (appena un secondo dietro Domenico Ricatti), mentre finisce quinto sui 3000 m agli assoluti indoor e non conclude la gara degli assoluti di corsa campestre.
Nel 2014 esordisce con la maglia della Nazionale seniores: il 7 giugno nella Coppa Europa dei 10000 metri svoltasi a Skopje in Macedonia conclude la rassegna internazionale al 29º posto individuale e vince la medaglia d’argento nella classifica a squadre.
In Italia vince altre due medaglie nei campionati nazionali: argento sui 5000 m agli assoluti di Rovereto (a soltanto 27 centesimi dal campione Marouan Razine) ed ancora bronzo sui 10 km di corsa su strada; inoltre finisce quarto sui 10000 metri su pista e 13º al campionato assoluto di mezza maratona.
Durante il biennio 2015-2016 disputa diverse gare campionati italiani assoluti, vincendo il suo primo titolo italiano assoluto sui 10 km di corsa su strada a Trecastagni il 12 settembre del 2015.
Sempre in Italia a Torino il 2 ottobre del 2016 giunge quarto nella maratona dei Mondiali militari di specialità, contribuendo così alla vittoria della medaglia d’argento nella classifica a squadre.

## Progressione

### 1500 metri
| Stagione | Tempo   | Luogo                 | Data      | Rank. Mond. |
| -------- | ------- | --------------------- | --------- | ----------- |
| 2013     | 3'51"97 | Sacile                | 12-7-2013 | -           |
| 2012     | 3'47"08 | Cernusco sul Naviglio | 19-7-2012 | -           |
| 2011     | 3'48"59 | Trento                | 19-7-2011 | -           |
| 2010     | 3'50"30 | Peschiera Borromeo    | 8-9-2010  | -           |
| 2009     | 3'51"98 | Rovereto              | 1-9-2009  | -           |
| 2008     | 4'00"89 | Trento                | 22-7-2008 | -           |
| 2007     | 4'11"43 | Vedelago              | 22-9-2007 | -           |

### 3000 metri piani
| Stagione | Tempo   | Luogo                 | Data      | Rank. Mond. |
| -------- | ------- | --------------------- | --------- | ----------- |
| 2016     | 8'21"04 | Brugherio             | 14-7-2016 | -           |
| 2015     | 8'11"48 | Cernusco sul Naviglio | 16-7-2015 | -           |
| 2014     | 8'03"24 | Nembro                | 11-7-2014 | -           |
| 2013     | 8'09"58 | Trento                | 6-8-2013  | -           |
| 2012     | 8'04"18 | Trento                | 24-7-2012 | -           |
| 2011     | 8'11"07 | Trento                | 2-8-2011  | -           |
| 2010     | 8'12"57 | Trento                | 10-8-2010 | -           |
| 2009     | 8'20"86 | Nembro                | 22-7-2009 | -           |
| 2008     | 8'32"05 | Trento                | 5-8-2008  | -           |
| 2007     | 9'00"29 | Cesenatico            | 7-10-2007 | -           |
| 2006     | 9'44"10 | Trento                | 8-8-2006  | -           |

### 5000 metri
| Stagione | Tempo    | Luogo      | Data      | Rank. Mond. |
| -------- | -------- | ---------- | --------- | ----------- |
| 2016     | 14'21"84 | Rieti      | 25-6-2016 | -           |
| 2015     | 14'19"75 | Torino     | 25-7-2015 | -           |
| 2014     | 14'13"90 | Pontedera  | 11-5-2014 | -           |
| 2013     | 13'50"19 | Rovereto   | 3-9-2013  | -           |
| 2012     | 14'07"82 | Bressanone | 7-5-2012  | -           |
| 2011     | 14'05"51 | Torino     | 25-6-2011 | -           |
| 2010     | 14'08"97 | Rovereto   | 31-8-2010 | -           |
| 2009     | 14'22"20 | Brugherio  | 5-9-2009  | -           |

### 10000 metri
| Stagione | Tempo    | Luogo   | Data      | Rank. Mond. |
| -------- | -------- | ------- | --------- | ----------- |
| 2014     | 29'22"53 | Ferrara | 17-5-2014 | -           |
| 2012     | 29'40"49 | Terni   | 6-5-2012  | -           |

### 10 km su strada
| Stagione | Tempo | Luogo       | Data       | Rank. Mond. |
| -------- | ----- | ----------- | ---------- | ----------- |
| 2016     | 30'06 | Foligno     | 10-9-2016  | -           |
| 2015     | 30'07 | Trecastagni | 12-9-2015  | -           |
| 2014     | 30'31 | Isernia     | 2-8-2014   | -           |
| 2013     | 29'26 | Molfetta    | 21-9-2013  | -           |
| 2011     | 29'07 | Feltre      | 20-8-2011  | -           |
| 2009     | 31'21 | Orléans     | 18-10-2009 | -           |

### Mezza maratona
| Stagione | Tempo   | Luogo                   | Data      | Rank. Mond. |
| -------- | ------- | ----------------------- | --------- | ----------- |
| 2017     | 1:08'54 | Verona                  | 12-2-2017 | -           |
| 2016     | 1:14'32 | Torino                  | 22-5-2016 | -           |
| 2015     | 1:05'30 | Telese Terme            | 4-10-2015 | -           |
| 2014     | 1:05'09 | Santa Margherita Ligure | 2-2-2014  | -           |
| 2012     | 1:07'44 | Sélestat                | 7-10-2012 | -           |

## Palmares
| Anno | Manifestazione                      | Sede      | Evento       | Risultato | Prestazione | Note  |
| ---- | ----------------------------------- | --------- | ------------ | --------- | ----------- | ----- |
| 2008 | Europei di corsa campestre          | Bruxelles | Juniores     | 49º       | 19'53       | [ 1 ] |
| 2008 | Europei di corsa campestre          | Bruxelles | A squadre    | 10º       | 179 punti   | [ 2 ] |
| 2011 | Europei under 23                    | Ostrava   | 5000 m piani | 17º       | 14'36"82    | [ 3 ] |
| 2012 | Europei under 23 di corsa campestre | Budapest  | Individuale  | 25º       | 25'24       | [ 4 ] |
| 2012 | Europei under 23 di corsa campestre | Budapest  | A squadre    | 5º        | 124 punti   | [ 5 ] |
| 2016 | Mondiali militari di maratona       | Torino    | Individuale  | 4º        | 2:18'09     | [ 6 ] |
| 2016 | Mondiali militari di maratona       | Torino    | A squadre    | Argento   |             | [ 6 ] |

## Campionati nazionali
- 1 volta campione assoluto nei 10 km di corsa su strada (2015)
- 1 volta campione promesse nei 5000 m (2012)
- 1 volta campione promesse indoor nei 3000 m (2012)

2007
- 14º ai Campionati italiani allievi e allieve, (Cesenatico), 3000 m - 9'00"29 [7]

2008
- 9º ai Campionati italiani juniores e promesse, (Torino), 3000 m hs - 9'42"80[8]

2009
- Bronzo ai Campionati italiani di corsa campestre, (Porto Potenza Picena), 8 km - 25’42 (juniores)[9]
- Argento ai Campionati italiani juniores e promesse, (Rieti), 1500 m - 3'55"07[10]
- 10º ai Campionati italiani assoluti, (Milano), 3000 m hs - 9'11"07[11]

2010
- Bronzo ai Campionati italiani juniores e promesse, (Pescara), 5000 m - 14'32"22[12]
- 4º ai Campionati italiani juniores e promesse, (Pescara), 3000 m hs - 9'12"59[13]
- 11º ai Campionati italiani assoluti, (Grosseto), 3000 m hs - 9'01"93[14]

2011
- 7º ai Campionati italiani allievi-juniores-promesse indoor, (Ancona), 1500 m - 4'01"31[15]
- 7º ai Campionati italiani assoluti indoor, (Ancona), 3000 m - 8'18"55[16]
- Argento ai Campionati italiani juniores e promesse, (Bressanone), 5000 m - 14'27"28[17]
- 4º ai Campionati italiani assoluti, (Torino), 5000 m - 14'05"51 [18]

2012
- 7º ai Campionati italiani assoluti e promesse indoor, (Ancona), 3000 m - 8'17"21 (assoluti)[19]
- Oro ai Campionati italiani assoluti e promesse indoor, (Ancona), 3000 m - 8'17"21 (promesse)[20]
- 5º al Campionato italiano assoluto dei 10000 metri su pista, (Terni), 10000 m - 29'40"49 [21]
- Oro ai Campionati italiani juniores e promesse, (Misano Adriatico), 5000 m - 14'11"05[22]
- Bronzo ai Campionati italiani assoluti, (Bressanone), 5000 m - 14'07"82[23]

2013
- In finale ai Campionati italiani assoluti di corsa campestre, (Abbadia di Fiastra), 10 km - dnf[24]
- 5º ai Campionati italiani assoluti e promesse indoor, (Ancona), 3000 m - 8'10"56[25]
- Bronzo al Campionato italiano assoluto 10 km di corsa su strada, (Molfetta), 10 km su strada - 29'26 [26]

2014
- 13º al Campionato italiano assoluto di mezza maratona, (Verona), Mezza maratona - 1:05'26[27]
- 4º al Campionato italiano assoluto dei 10000 metri su pista, (Ferrara), 10000 m - 29'22"53 [28]
- Argento ai Campionati italiani assoluti, (Rovereto), 5000 m - 14'14"15[29]
- Bronzo al Campionato italiano assoluto 10 km di corsa su strada, (Isernia), 10 km su strada - 30'31 [30]

2015
- 24º ai Campionati italiani assoluti di corsa campestre, (Fiuggi), 10 km - 31'52[31]
- 6º ai Campionati italiani assoluti, (Torino), 5000 m - 14'19"75 [32]
- Oro al Campionato italiano assoluto 10 km di corsa su strada, (Trecastagni), 10 km su strada - 30'07 [33]
- 4º al Campionato italiano assoluto di mezza maratona, (Telese Terme), Mezza maratona - 1:05'30[34]

2016
- In finale al Campionato italiano assoluto di mezza maratona, (Fucecchio), Mezza maratona – RIT[35]
- 8º ai Campionati italiani assoluti, (Rieti), 5000 m - 14'21"84 [36]
- 9º al Campionato italiano assoluto 10 km su strada, (Foligno), 10 km su strada - 30'06 [37]

## Altre competizioni internazionali
2009
- Bronzo nella Coppa del Mediterraneo juniores, ( Madrid), 3000 m - 8'23"35[38]
- 5º nell'Incontro internazionale juniores di corsa su strada, ( Orléans), 10 km su strada - 31'21 [38]

2012
- 4º nell'Incontro internazionale di corsa su strada juniores e promesse, ( Sélestat), Mezza maratona - 1:07'44 [39]

2014
- 29º nella Coppa Europa 10000 m, ( Skopje), 10000 m - 30'19"91[40]
- Argento nella Coppa Europa 10000 m, ( Skopje), Classifica a squadre - 1:27'36"24[41]